# Palais Ménélik

Le palais Ménélik ou Gebi est un palais situé à Addis-Abeba, en Éthiopie. Il s'agit à l'origine du palais impérial des empereurs éthiopiens. Il contient de nombreux bâtiments annexes (résidences, chapelles, salles, édifices administratifs, etc.) et est aujourd'hui la résidence officielle du Premier ministre.

## Histoire

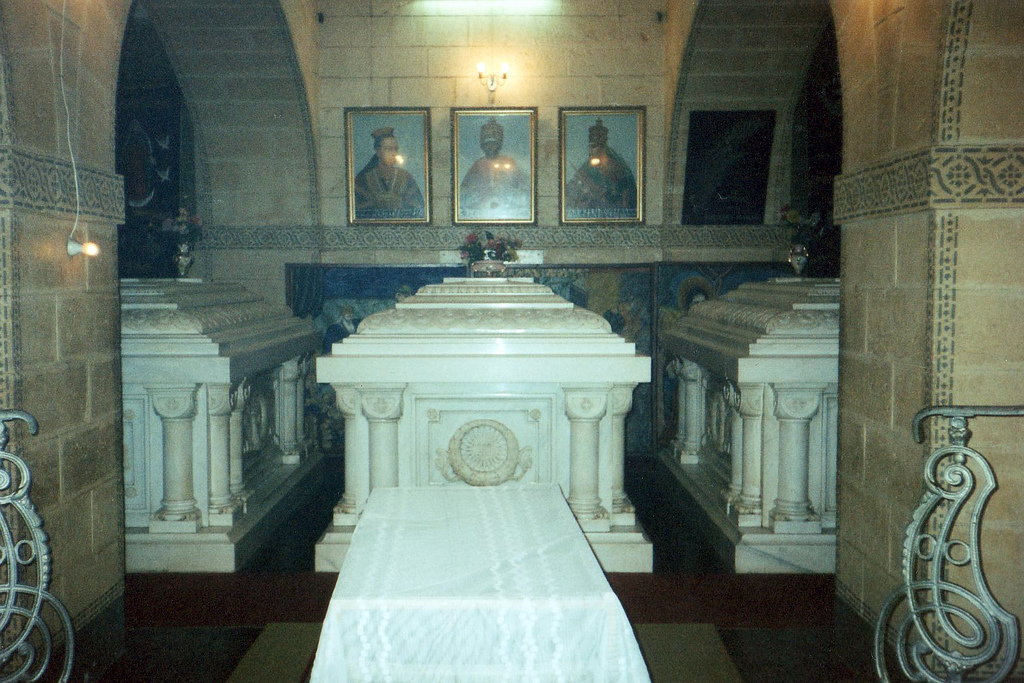
Le mausolée où reposent Menelik II, sa femme et sa fille.

Le palais est construit en 1886. Il contient différentes chapelles, la plus importante étant le monastère Ta'eka Negest (nécropole royale) Ba'eta Le Mariam, avec une large coupole. Il s'agit du mausolée des empereurs Ménélik II, de son épouse l'impératrice Taytu, de l'impératrice régnante Zewditou Ire et de sa fille. Parmi les autres lieux de culte, on trouve l'église Se'el Bet Kidane Meheret (Notre-Dame de la Miséricorde) et l'église Debre Mengist Saint Gabriel.
Pendant la présidence de Mengistu Haile Mariam, le palais est utilisé comme prison pour garder les notables du régime de l'ancien empereur Hailé Sélassié Ier, y compris le monarque déchu. C'est à cette période qu'est construite la salle Shengo, qui accueille les parlementaires du pays et les services de la présidence.
En 2010 débute la construction d'une nouvelle résidence pour le Premier ministre Meles Zenawi et sa famille. Le projet, d'un coût de 80 millions de birr (4 M$) pour une maison de deux étages, a été supervisé par l'épouse de Meles, Azeb Mesfin. Le projet comprend également une maison pour les invités (25 millions de birr) et une réorganisation des jardins du palais. En 2012, après la mort de son époux, Azeb Mesfin déclare refuser vouloir quitter la résidence, obligeant ainsi le nouveau Premier ministre à loger dans une petite maison de la banlieue ouest de la capitale.

## Sources
- (en) Cet article est partiellement ou en totalité issu de l’article de Wikipédia en anglais intitulé « Menelik Palace » (voir la liste des auteurs).